# アラウン
アラウン（Arawn）は、ケルト神話（ウェールズ神話）に登場する異界アンヌン（アンヌヴン）の王。灰色の衣を纏った姿で馬に乗り、死んだ人間の魂を追って空を飛ぶ地獄の猟犬を引き連れている。
ウェールズ南部の王国ダヴェドの王子プイス（プゥィル）との親交の物語がよく知られ、マビノギオンには第1枝に記されている。
ある時、森に狩りに出たプイスは一頭の牡鹿とそれを追う何匹もの猟犬に出くわす。彼はその猟犬を追い払い、自分の猟犬に獲物の鹿を追わせようとした。すると、その猟犬の主であるアラウンが現れプイスの無礼な行動を非難した。プイスは己の過ちを認め、アラウンは彼に償いのために1年間双方の姿と支配地を交換し宿敵ハヴガンと戦うという使命を与えた。その後、プイスは見事それに応えハヴガンを倒した。しかもアラウンの妃に手を出すことは決してなかったことからさらに信頼を得ることとなり、2人は深い友情で結ばれることとなった。